# Кисов, Анатолий Иванович
Анатолий Иванович Кисов (1918—2009) — контр-адмирал Военно-морского флота СССР, участник Великой Отечественной войны, Герой Советского Союза (1944).

## Биография

Могила Кисова на Новодевичьем кладбище Москвы.

Анатолий Кисов родился 18 января 1918 года в Курске. Окончил девять классов школы. 
В 1935 году Кисов был призван на службу в Военно-морской флот СССР. В 1940 году он окончил Военно-морское училище имени Фрунзе. С января 1944 года — на фронтах Великой Отечественной войны. Участвовал в поиске и уничтожении военных кораблей и транспортов противника. За время своего участия в боевых действиях он потопил 1 транспорт, 1 сторожевой корабль, 1 миноносец, провёл 5 активных минных постановок.
К октябрю 1944 года капитан-лейтенант Анатолий Кисов командовал отрядом 2-го дивизиона бригады торпедных катеров Северного флота. Отличился во время Петсамо-Киркенесской операции. 7 октября — 9 ноября 1944 года отряд Кисова три раза перебрасывал на занятую противником территорию десанты, что способствовало успешным действиям советских войск по захвату портов Лиинахамари и Киркенес.
Указом Президиума Верховного Совета СССР от 5 ноября 1944 года за «умелое командование отрядом катеров и героизм, проявленный в боях с немецкими захватчиками» капитан-лейтенант Анатолий Кисов был удостоен высокого звания Героя Советского Союза с вручением ордена Ленина и медали «Золотая Звезда» за номером 5062.
В марте 1945 года переведён на Тихоокеанский флот, служил инженером телемехаником по торпедным катерам в инспекции отдела боевой подготовки штаба флота, затем инспектором боевой подготовки торпедных катеров штаба флота. Участвовал в советско-японской войне в августе 1945 года.
После Победы продолжил службу в ВМФ. В 1956 году окончил командный факультет Военно-морской академии имени К. Е. Ворошилова. Служил на Балтийском и Тихоокеанском флотах. С 1958 года — начальник отдела специального вооружения штаба Тихоокеанского флота. С 1969 года — заместитель начальника 6-го управления Главного штаба Военно-Морского Флота, участвовал в освоении ядерного оружия. В 1975 году в звании контр-адмирала Кисов был уволен в запас. 
Жил в Москве. С 1981 по 1990 годы — председатель Федерации подводного спорта СССР. Умер 10 августа 2009 года, кремирован, урна захоронена в могилу тещи (Оде-Васильева, Клавдия Викторовна) на Новодевичьем кладбище Москвы.
Был также награждён тремя орденами Красного Знамени, орденами Отечественной войны 1-й и 2-й степеней, тремя орденами Красной Звезды, рядом медалей.